# Leptothorax lagrecai
Leptothorax lagrecai är en myrart som beskrevs av Baroni Urbani 1964. Leptothorax lagrecai ingår i släktet smalmyror, och familjen myror. Inga underarter finns listade i Catalogue of Life.